# Di (gud)
Di (帝, Dì, "Gud", "Härskare") är en gud eller en gudatitel i kinesisk mytologi.